# Мордвинцев, Станислав Ильич

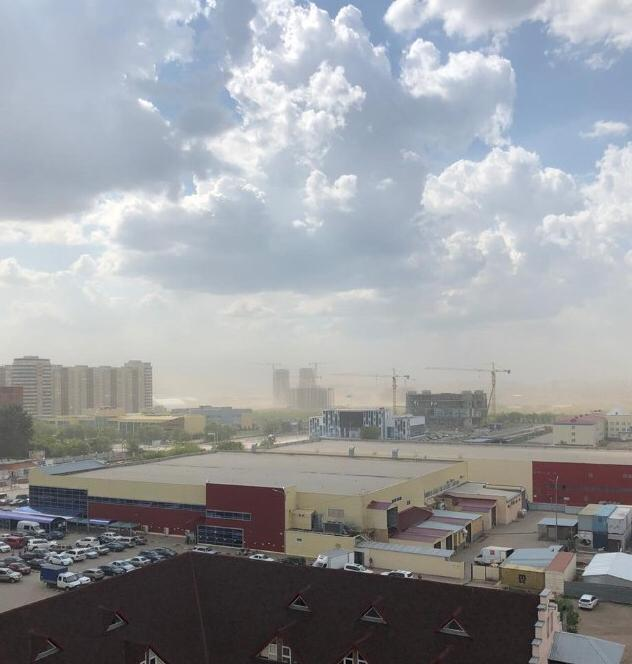
Караганда. Микрорайон Гульдер-1

Станислав Ильич Мордвинцев (18 декабря 1934, Сталинабад — 15 марта 2009, Караганда) — советский и казахстанский архитектор, заслуженный архитектор Казахской ССР (1978), почётный архитектор Республики Казахстан, лауреат Государственной премии Казахской ССР (1978).

## Биография
Родился в семье репрессированного осетина и русской учительницы. В 1958 году окончил Московский архитектурный институт.
С 1959 года работал в Темиртау, через два года в 26 лет стал главным архитектором города, одновременно работал главным архитектором проекта «Нового города».
Затем 17 лет работал главным архитектором института «Карагандагорсельпроект». Первыми его карагандинскими проектами стали два четырёхэтажных дома напротив памятника Ленину — здания облсовпрофа и геологоуправления. 12-этажные дома на проспекте имени Нуркена Абдирова, 9-этажные на бульваре Мира, построенные по плану детальной планировки, которые Мордвинцев сделал ещё в 1970 году. Гордость архитектора — микрорайоны «Степной», «Гульдер», «Орбита». Специально для них коллектив Мордвинцева разработал, так называемую, «блоккомплектную систему», которая преобразила безликие типовые панельные дома, снабдила их новыми парапетами, сделала ступенчатое ограждение балконов, ввела цвет.
Был председателем Карагандинского отделения Союза архитекторов Казахстана. Спроектировал санаторий «Майбалык» в посёлке-курорте Бурабай (1982).
В 1978 году в составе группы архитекторов и строителей за планировку и застройку центральной части Караганды стал Лауреатом Государственной премии Казахской ССР.

## Память
В декабре 2014 года на здании Дома архитектора в честь Мордвинцева установлена мемориальная доска в виде горельефа.